# Cixius polydentis
Cixius polydentis är en insektsart som beskrevs av Tsaur 1991. Cixius polydentis ingår i släktet Cixius och familjen kilstritar. Inga underarter finns listade i Catalogue of Life.